# I’m a Cyborg, But That’s OK
I’m a Cyborg, But That’s OK (Hangeul 싸이보그지만 괜찮아 Saibogeujiman kwenchana) ist ein südkoreanischer Spielfilm aus dem Jahre 2006.

## Handlung
Young-goon, die in einer Fabrik Radiogeräte zusammenbaut, glaubt, sie sei ein Cyborg. Sie verweigert Nahrung und setzt sich stattdessen unter Strom, indem sie sich direkt an eine Steckdose anschließt, um ihre Batterien aufzuladen. Daraufhin wird sie in eine psychiatrische Anstalt eingewiesen. Da Young-goon ihrer Mutter versprochen hat, nicht über ihr Geheimnis zu reden, interpretieren die Ärzte ihr Verhalten als Selbstmordversuch. Young-goon redet mit Automaten und Neonlampen, isst nicht und versucht, elektrische Energie zu tanken. Den mangelnden Realitätsbezug hat sie wohl von ihrer Großmutter, die von den „weißen Männern“ eingewiesen worden war, weil sie sich für eine Maus gehalten und nur Rettich gegessen hatte.
Der junge Il-sun, der sich gern maskiert und als antisozial gilt, hält sich für einen Meisterdieb, der sich unsichtbar machen und seinen Mitpatienten die Charakterzüge stehlen kann. Ihn bittet Young-goon, ihr das Mitgefühl zu stehlen, damit sie sich an den weißen Männern für ihre Großmutter rächen kann. Young-goon fantasiert davon, die Betreuer und Ärzte mit Waffen, die aus ihrem Körper ragen, niederzumetzeln.
Il-sun, der Young-goon lieb gewinnt, macht sich Sorgen um den labilen Gesundheitszustand des Mädchens. Nach einer Elektroschockbehandlung glaubt sie zwar, ihre Batterien seien aufgeladen, in Wahrheit aber steht Young-goon kurz vor dem Hungertod. Il-sun rettet ihr das Leben, als er ihr vorgeblich ein „Reismegatron“ einbaut, ein Gerät, das Nahrung in elektrische Energie umwandelt.
Mit Il-suns Hilfe als Lippenleser kann Young-goon auch den wiederkehrenden Traum entschlüsseln, in dem ihr die Großmutter über ihr Mundbild verrät, zu welchem Zweck Young-goon konstruiert wurde. Mit der gewonnenen Erkenntnis, Young-goon sei offenbar eine nukleare Bombe, begeben sich die beiden während eines Gewitters auf eine Anhöhe, um Young-goon mit einem Blitz zu zünden. Der Film endet mit dem Sonnenaufgang des nächsten Morgens, das Paar ist wohlbehalten.

## Kritiken
„… die bezauberndste Liebesszene, die seit langem in einem Berlinale-Wettbewerb zu sehen war: Im Heizungskeller der Psychiatrie, zwischen schnaufenden, dampfenden und – vor allem – allerliebst pinkfarben umpuschelten Warmwasserrohren schneidet er ihr eine Tür in den Rücken und greift tief in ihr Innerstes: dorthin, wo die zartesten Zahnräder sich drehen.“

„Der Film ist eine unwahrscheinliche, oft ins Surreale driftende und manchmal ergreifende Liebesgeschichte in Pastellfarben, und in Park Chan-wooks kühler, stilisierter Inszenierung steckt mehr Mitgefühl für seine beschädigten Protagonisten als in den Filmen, die wohltemperiert vor sich hin menscheln.“

„Mit ‚Oldboy‘ und den anderen Filmen seiner Rachetrilogie hat Chan-wook Park Gewaltstudien voll radikaler Schonungslosigkeit geschaffen. Dass der südkoreanische Regisseur auch zarte Töne anschlagen kann, beweist er mit dieser märchenhaft-skurrilen Tragikomödie über die Essenz des Menschseins. Die junge Fließbandarbeiterin Young-gun wird in eine Anstalt eingewiesen, weil sie sich für einen Cyborg hält. Wie Patient Il-sun versucht, Kontakt zu ihr aufzunehmen, verpackt Park in großartig verspielte Szenen - ein Sinnenfest für ein experimentierfreudiges Publikum.“

## Auszeichnungen
Der Film war 2007 auf der Berlinale im Wettbewerb um den Goldenen Bären und wurde dort mit dem Alfred-Bauer-Preis ausgezeichnet.